# Metro express
Metro express je bio hrvatski dnevnik iz Zagreba. Izašle su prvi put 15. svibnja 2006., a prestale su izlaziti u rujnu 2008. godine. Uređivao ih je Zvonimir Krstulović.
Izlazile su svakodnevno.